# 佐野サービスエリア

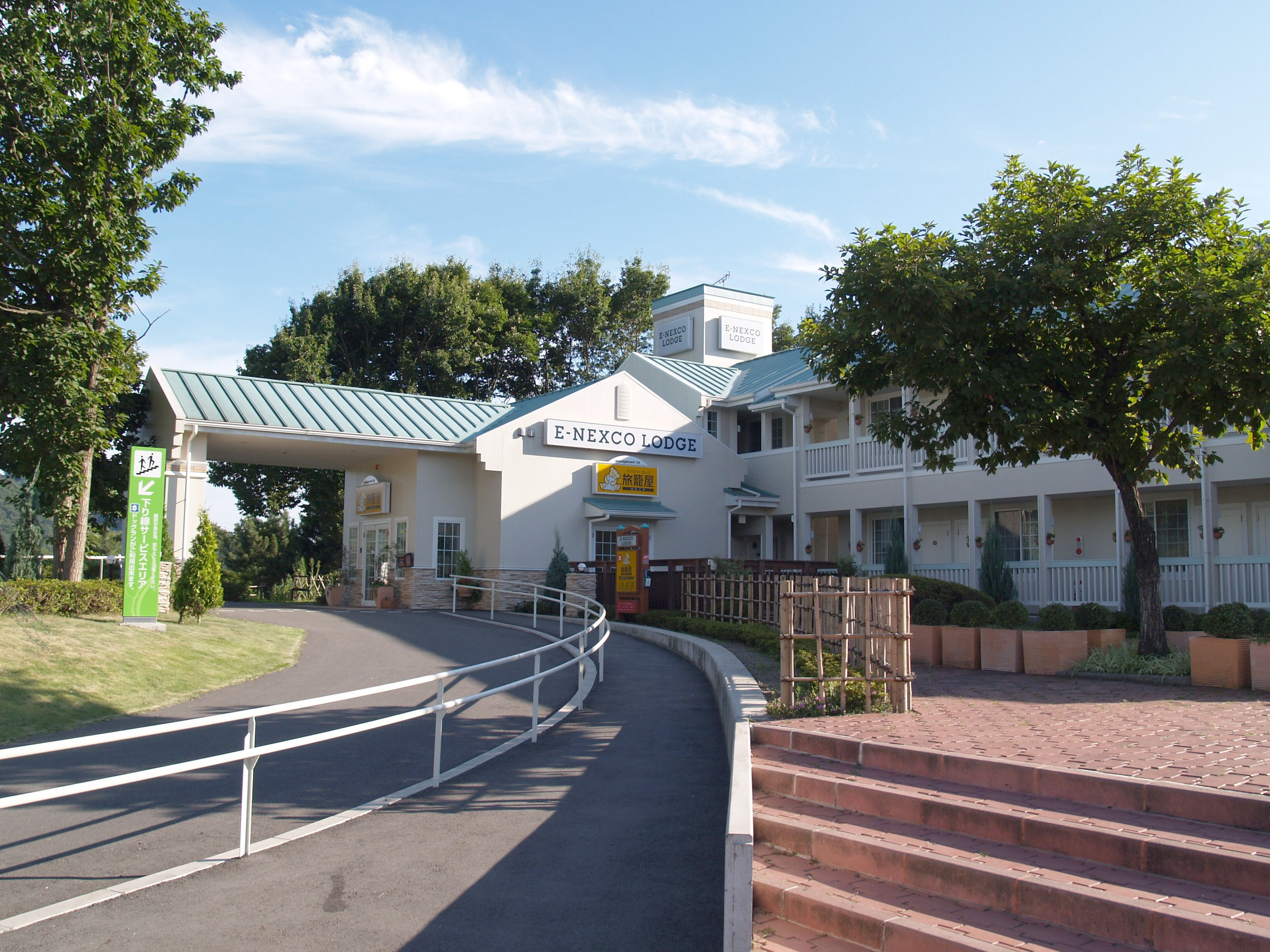
E-NEXCO LODGE 佐野SA店（2010年8月）

佐野サービスエリア（さのサービスエリア）は、栃木県佐野市黒袴町にある東北自動車道のサービスエリア。佐野SAスマートインターチェンジを併設する。

## 概要
東北道の栃木県内で最も南に位置するSAで、県内の高速道路の休憩施設としては最大規模。
当SAは上下線とも本線の西側にあり、上り線は本線を立体交差して西側へ行く構造となっている。丘陵上にあり、下り側は本線とほぼ同じ地上高であるが上り側は7 mほど高い場所に立地している。上下線が同じ施設を共用しているわけではないため、Uターンはできないが、連絡通路（階段）の徒歩移動により売店・レストラン・トイレについては上下施設の相互利用が可能。また、2009年12月21日には上下線それぞれにドッグランが開設されていたが、下り線の建て替えに伴い仮設として上り線に集約された後閉鎖された上、2023年現在は下り線のみとなっているが、前述のとおり上り線から下り線のドッグランを利用可能。
一般道から利用することも可能。以前は下り線側に来場者用駐車場が設置されていたが、2018年4月現在従業員専用となり、上り線側に移設された。上り線SICゲート手前に15台の来場者用駐車場が設置されている。なお、来場者用ゲートは上下線どちらにも設置されている。
かつてはバス停留所（佐野バスストップ）が施設出口から本線合流付近に設置されていたが、1990年代に関東バス・東武バス日光の共同運行による新宿駅西口 - 日光東照宮・鬼怒川温泉線などの高速バス路線で使われたのみで、1998年2月に同路線が廃止されて以降、停車するバスは存在しなくなり、案内図からも削除されている。

## 歴史
2007年11月に部分的な改装工事が行われた。また、上り線のスナックコーナーとショッピングコーナーは2008年7月17日にリニューアルオープンした。
2008年7月24日に旅籠屋が運営する宿泊施設「E-NEXCO LODGE 佐野SA店」が上り線側の敷地にオープンした。国内で4例目、東日本高速道路管内では初の高速道路上の宿泊施設となった。上り線は専用駐車場が建物傍にある一方、下り線からは下りSAにそのまま駐車し、連絡通路で上り線側に渡る形で利用する。
2011年4月28日にSICが開設された。上下線ともに24時間両方向利用可能である（後述）。
2019年8月14日より、上り線のレストラン・売店を運営するケイセイ・フーズの従業員によるストライキのため、同年9月22日まで上り線のレストラン・売店が営業を停止した。2020年、上り線商業施設の運営につき3月31日をもってケイセイ・フーズとの契約を終了、日の丸自動車グループで那須高原SA上り線などを受託する日の丸サンズ株式会社が4月1日より新たに運営を受託した。

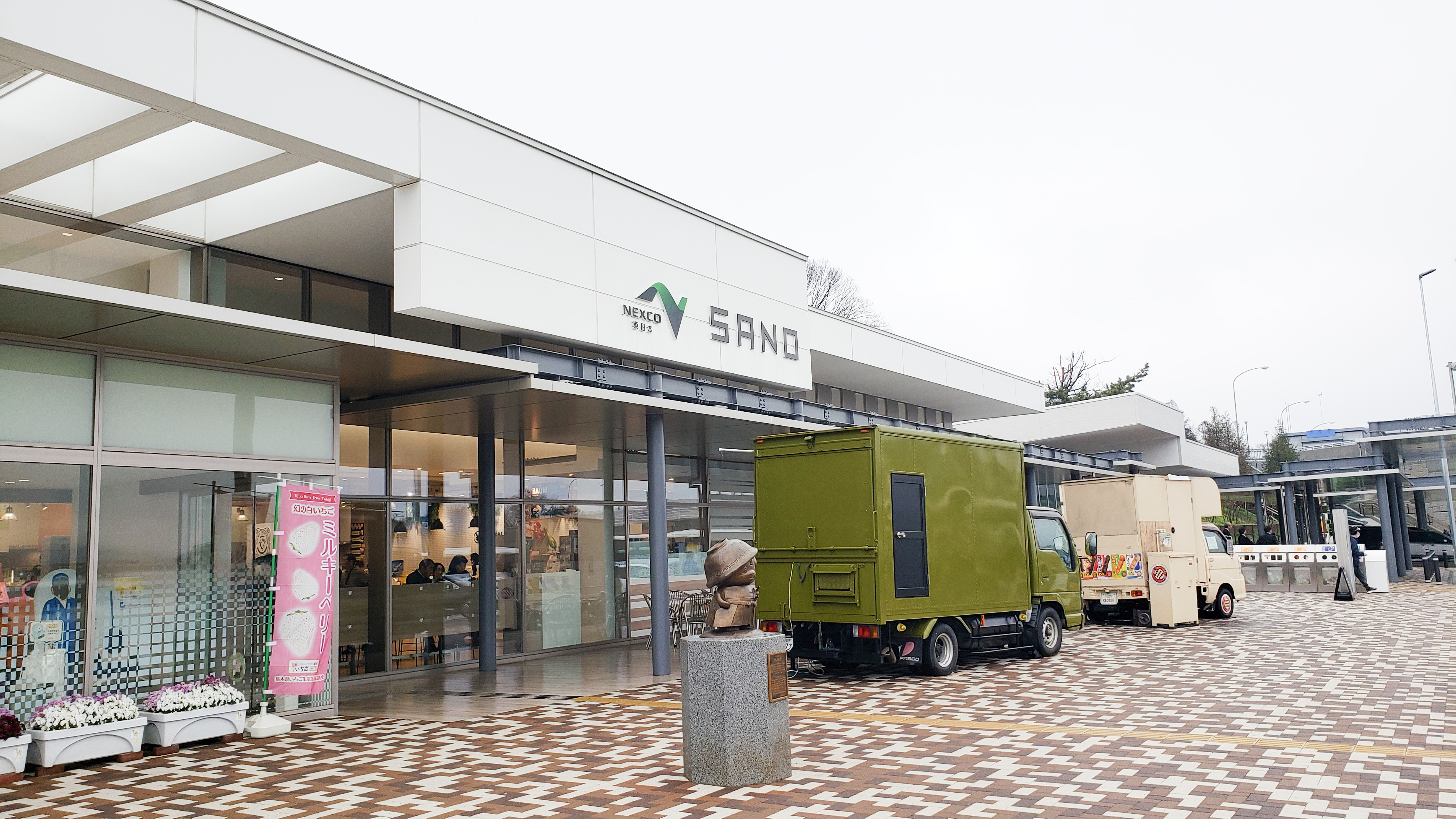
ドラマチックエリア佐野(下り線)・2024年3月

2021年3月20日より、下り線施設の全面リニューアル工事が始まり、建物は取り壊された。仮設の施設が設置されたものの、徒歩で上り線の施設を利用するか、あるいは他のSA・PAの利用が推奨されていた。
2022年7月13日に下り線の施設が「ドラマチックエリア佐野」としてリニューアルオープンし、徒歩で往来可能な上下線の施設をあわせて「佐野パークSA」となった。2023年7月13日、下り線が芝生広場とドッグランのオープンをもって「ドラマチックエリア佐野（下り線）」のグランドオープンとなった。
2024年5月22日以降、上り線の施設はリニューアル工事の実施に伴い、商業施設およびトイレ等を仮設営業・仮設運用に切り替えられている。また、リニューアル中は上り線のウォークインゲートも休止となっている。

## 施設

### 上り線（東京方面）
- 管理：ネクスコ東日本エリアトラクト[14]
- 運営：日の丸サンズ[15]
- 駐車場[15]
  - 大型：50台
  - 小型：262台
  - 身障者用
    - 小型：4台
- トイレ[15]
  - 男性：大16（和式4・洋式12）・小31
    - オストメイト対応設備が設置されている[16]。

  - 女性：40（和式7・洋式33）
    - オストメイト対応設備が設置されている[16]。
    - 同伴の男児用：1

  - 身障者用：1
- 軽食・カフェ・レストラン
  - レストラン (11:00 - 21:00)
  - フードコート（24時間）[15]
- ショッピングコーナー（24時間）[15]
- 給油・給電[15]
  - 【給油】apollostation（東日本宇佐美、24時間）[17]
  - 給電スタンド（24時間）
- 生活・暮らし
  - 自動販売機（24時間）
  - ATM「セブン銀行」（24時間）
  - E-NEXCO Wi-Fi SPOT
- 休憩・宿泊
  - 宿泊施設「E-NEXCO LODGE」
  - パウダーコーナー
  - 喫煙所
- 自動体外式除細動器 (AED)
- 車椅子無料貸し出し（24時間）
- 高速道路サービス
  - サービスエリア・コンシェルジェ（平日9:00 - 19:00 / 土日祝8:00 - 20:00）
  - ハイウェイ情報ターミナル
  - SIC（24時間）
    - 入口・出口利用共に全ての施設が利用可能[15]

  - ETC履歴プリンタ（24時間）
  - ハイウェイスタンプ（24時間。佐野らーめんとさのまるが描かれている。）
- ベビーコーナー（24時間）

### 下り線（青森方面）
- 管理：ネクスコ東日本エリアトラクト[14]
- 運営：グランビスタ ホテル&リゾート[18]
- 駐車場[18]
  - 大型：82台
  - 小型：149台
  - 身障者用
    - 大型：1台
    - 小型：4台
- トイレ[19]
- 男性：大14（和式0・洋式14）、小18

女性：58　（和式2・洋式56）
- ファミリー：2
- 多機能：2
- ショッピングコーナー（24時間）[19][18]
- フードコート[19][18]
  - さのや（佐野らーめん）（24時間）
  - 栃乃木（そば・うどん）（24時間）
  - 萬福（丼・定食）(10:00 - 21:00)
  - SANON（さのん）（洋食）(10:00 - 21:00)
- テイクアウトコーナー[19][18]
  - PICNIC+Plus Cafe（カフェ）(8:00 - 18:00)
  - PICNIC+Plus Cafe（テイクアウト）（平日8:00 - 14:00 / 休日8:00 - 16:00）
- スターバックス (7:00 - 21:00)[20]
- 給油・給電[18]
  - 【給油】apollostation（東日本宇佐美、24時間）[21]
    - 2022年のリニューアルにより施設利用後のみ給油所が利用可能な形（専用周回路利用）に通路レイアウトが変更[22]。

  - 給電スタンド（24時間）
- 生活・暮らし
  - 自動販売機（24時間）
  - ATM「セブン銀行」（24時間）
  - E-NEXCO Wi-Fi SPOT
- 休憩・宿泊
  - 宿泊施設「E-NEXCO LODGE」
  - パウダーコーナー
  - 喫煙所
- 自動体外式除細動器 (AED)
- 車椅子無料貸し出し（24時間）
- 高速道路サービス
  - サービスエリア・コンシェルジェ（平日8:00 - 18:00 / 土日祝7:00 - 19:00）
  - ハイウェイ情報ターミナル
  - SIC（24時間）[18]
    - 入口利用の場合、全ての施設が利用可能
    - 出口利用の場合、全ての施設が利用不可

  - ウォークインゲート[18]
  - ETC履歴プリンタ（24時間）
  - ハイウェイスタンプ（24時間。クリケット、佐野らーめん、かたくりの里、さのまるが描かれている。)
- ベビーコーナー（24時間）
  - おむつ替え台：2台
  - 授乳室：1室
  - シンク：1か所
  - 調乳器：1台
- ドッグラン
- 芝生広場

## 佐野SAスマートインターチェンジ
佐野SAスマートインターチェンジ（さのサービスエリアスマートインターチェンジ）は、佐野SA上に併設されているスマートインターチェンジである。
- 利用可能時間：24時間[23]
- 対応車種：ETC車載器を搭載した全車種（車長12.0 m以下）[23]
- 利用可能方向：全方向[23]

### 歴史
- 2011年（平成23年）4月28日：供用開始[24]。

### 接続する道路
- 直接接続
  - E4東北自動車道（7-1番）
  - 栃木県道352号佐野SAスマートインター線
- 間接接続
  - 栃木県道67号桐生岩舟線

## 隣
E4 東北自動車道
(7) 佐野藤岡IC - (7-1) 佐野SA/SIC - (7-2) 岩舟JCT - (8) 栃木IC